# Amazônia
Amazônia (zapis stylizowany: ΔMΔZᴖ̂NIΔ) – dwudziesty pierwszy album studyjny francuskiego twórcy muzyki elektronicznej, Jeana-Michela Jarre’a, wydany 9 kwietnia 2021 roku przez Columbia Records.

## Opis ogólny
Album jest pięćdziesięciodwuminutową ścieżką dźwiękową projektu artystycznego Amazônia, autorstwa fotografa i filmowca Sebastião Salgado, wystawianego od maja do października 2021 r. w Filharmonii Paryskiej. Tematem wystawy jest brazylijska część Amazonii, na który składa się ponad 200 fotografii i innych form opracowanych przez Salgado.
Oprócz standardowej wersji stereofonicznej wydanej na płytach CD i longplayach dostępne są także wydania cyfrowe – binauralne oraz przestrzenne w systemie 5.1. Można je pobrać za darmo ze specjalnej strony internetowej po wpisaniu kodu znajdującego się wewnątrz opakowania z CD lub płytą winylową.

## Lista utworów
Wszystkie utwory zostały skomponowane przez Jeana-Michela Jarre’a.
| Nr | Tytuł utworu      | Długość |
| -- | ----------------- | ------- |
| 1. | „Amazônia Part 1” | 7:42    |
| 2. | „Amazônia Part 2” | 9:59    |
| 3. | „Amazônia Part 3” | 8:10    |
| 4. | „Amazônia Part 4” | 3:16    |
| 5. | „Amazônia Part 5” | 6:04    |
| 6. | „Amazônia Part 6” | 3:33    |
| 7. | „Amazônia Part 7” | 4:18    |
| 8. | „Amazônia Part 8” | 3:19    |
| 9. | „Amazônia Part 9” | 6:23    |
|    |                   | 52:44   |

## Personel
- Jean-Michel Jarre – kompozycja, produkcja, miksowanie
- Patrick Pelamourgues – asystent techniczny
- David Perreau – mastering
- Sebastião Salgado – fotografie Amazonii
- Gong Li – portret Jeana-Michela Jarre’a
- Renato Amoroso – portret Sebastião Salgado
- Eric BDFCK Cornic – design graficzny

## Pozycje na listach
| Lista                                    | Kraj            | Najwyższa pozycja |
| ---------------------------------------- | --------------- | ----------------- |
| Ö3 Austria                               | Austria         | 13                |
| Ultratop Flandria                        | Belgia          | 23                |
| Ultratop Walonia                         | Belgia          | 6                 |
| Album Top 100                            | Holandia        | 24                |
| SNEP                                     | Francja         | 34                |
| Offizielle Top 100                       | Niemcy          | 5                 |
| MAHASZ                                   | Węgry           | 30                |
| ZPAV                                     | Polska          | 6                 |
| AFP                                      | Portugalia      | 7                 |
| OCC (Scottish Singles and Albums Charts) | Szkocja         | 4                 |
| PROMUSICAE                               | Hiszpania       | 23                |
| Schweizer Hitparade                      | Szwajcaria      | 4                 |
| OCC (UK Album Charts)                    | Wielka Brytania | 21                |